# Список таборів ГУЛАГу Української РСР
Ця стаття є списком системи радянських таборів ГУЛАГу у відомстві НКВС СРСР, у якому перераховано 33 місця позбавлення волі (і/або вбивств) на території УРСР.

## Табори, табірні відділення, тюрми та колонії
| Невідпатрульовані зміни в категорії (показано перші 10) |
| ------------------------------------------------------- |
| Зараз нема сторінок, що відповідають цим критеріям      |

### А
1. Азовлаг (також Азовське ТВ — з 01.1955 по 05.1955; Будівництво 462 і ВТТ — з 05.1951 по 10.1951; Азовський ВТТ — з 14.05.1953 по 05.06.1953) (Кривий Ріг, Дніпропетровщина)

### Б
1. Білокоровицький табір відділу виправно-трудових колоній (ВВТК) НКВД БРСР (Житормирщина)
2. Бригідки (Львів) [1]
3. Будівництво 210 і ВТТ (Київський військовий округ)
4. Будівництво 211 і ВТТ (смт Стрижавка, Вінниччина)
5. Будівництво 882 і ВТТ (з (17.03.1943—15.04.1949) до 29.04.1953 — Будівництво 940 і ВТТ) (Дніпродзержинськ, нині Кам'янське, Дніпропетровщина)
6. Будівництво ГУШОСДОР МВС № 1 і ВТТ (з 1950 до не раніше 03.01.1952 — Ворошиловградська область, м. Красний Луч, нині Хрустальний, Луганщина)
7. Будівництво ГУШОСДОР МВС № 2 і ВТТ (Харків)
8. Будівництво ГУШОСДОР МВС № 3 і ВТТ (Сталінська область, нині Донецька)
9. Будівництво ГУШОСДОР МВС № 7 і ВТТ Харків—Сімферополь, Лубни—Полтава (Запорізька обл., м. Мелітополь, п/я 415; м. Полтава)
10. Будівництво ГУШОСДОР МВС № 8 і ВТТ Новомосковськ — р. Кінська, Київ-хутір Чабани, Київ-Лубни (м. Запоріжжя, п/я 416)

### В
1. Володимир-Волинська тюрма (09.1939—1956) (Володимир-Волинськ і Володимир-Волинський, нині м. Володимир, Волинь)

### Г
1. Гагарінське ТВ (січень 1951 — Будівництво 712 і ВТТ, до 14.05.1953 — ВТТ "ЕО") (Крим, м. Сімферополь)

### Д
1. Донтаб (Донбас)
2. Дубенська вʼязниця №2, (м. Дубно, Рівненщина)

### Є
1. Єлено-Каракубський табір (Донеччина) [2]

### З
1. Замарстинівська тюрма (Львів)
2. Запорізький табір НКВС (м. Запоріжжя, Запоріжчина)

### К
1. Ковельська трудова колонія для неповнолітніх (також — Ковельська тюрма) (м. Ковель, Волинь)
2. Козельщанський табір (околиці Козельщини, Полтавщина)
3. Коломийська вʼязниця (м. Товмачик, Прикарпаття)
4. Криворізький табір (Кривбас) — немає згадок про вбивства

### Л
1. Лук'янівська в'язниця (СІЗО № 13) (м. Київ)
2. Луцька тюрма (Луцький СІЗО) (м. Луцьк, Волинь)

### М
1. «Малі Бриґідки» (вулиця Городоцька (Казимирівська), 34 м. Львів) [1]
2. Мостовське ТВ (з 10.01.1951 по 14.05.1953 — Виправно-трудовий табір (ВТТ) "ЄН") (станція Делятин, нині Івано-Франківськ)

### Н
1. Надвірнянська тюрма (м. Надвірна, Івано-Франківська область)

### С
1. Станіславська тюрма (м. Івано-Франківськ)
2. Старобільський концентраційний табір (19.09.1939—08.1941; з 08.1941 — військовий) (м. Старобільськ, Луганщина)

### Т
1. Табір № 126 МВС СРСР (колишній Шталаг-364) (первісно — Шадринськ, потім — Чернігів, потім — Кривий Ріг, остаточно — Темвод, Миколаїв)
2. Тюрма на Лонцького (м. Львів) [1]

### Х
1. Харківська вʼязниця (м. Харків)

### Ч
1. Чортківський слідчий ізолятор (м. Чортків, Тернопільщина)